# Erik Reger
Erik Reger, Pseudonym von Hermann Dannenberger (* 8. September 1893 in Bendorf am Rhein; † 10. Mai 1954 in Wien), war ein deutscher Schriftsteller und Journalist und Mitherausgeber und Chefredakteur der Berliner Zeitung Der Tagesspiegel in den Nachkriegsjahren.

## Leben

### Jugend bis 1933

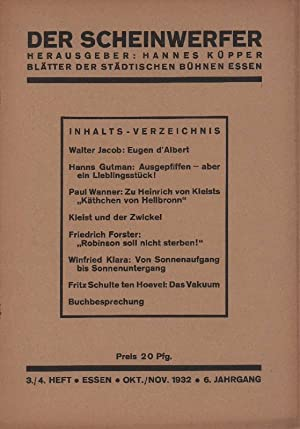
Fritz Schulte ten Hoevel in Der Scheinwerfer, 1932

Hermann Dannenberger war Sohn einer Bergmannsfamilie. Sein Vater Johann David Dannenberger war Grubenaufseher bei der Erzgrube „Werner“ der Friedrich Krupp AG. Nachdem er 1912 das Kaiser-Wilhelm-Realgymnasium in Koblenz absolviert hatte, begann er ein Studium der Literatur und Geschichte in Bonn, das er dann in München und Heidelberg weiterführte. Während seiner Zeit in München verfasste er aus dem Umkreis der reformerischen Freistudentenschaft Der Streit um die Universitäten, eine Schrift, in der er Missstände an den Universitäten beklagte und deren Demokratisierung forderte. In dieser Zeit intensivierte er einen Briefwechsel mit seiner Cousine Christine Lippert, der Tochter seiner Tante aus Bad Dürkheim, seiner späteren Ehefrau.
1915 wurde Dannenberger eingezogen, kam 1916 in den Stellungskrieg an der Westfront, musste ins Lazarett und geriet im Juni 1917 in der dritten Flandernschlacht beim Wytschaete-Bogen in englische Kriegsgefangenschaft, wo er als Dolmetscher arbeitete. Im Herbst 1919 wurde er entlassen und kehrte nach Bendorf zurück. Wie auch für andere Autoren, die im Flandernbogen gekämpft hatten, darunter Erwin Piscator, Ludwig Renn und Wieland Herzfelde, blieb auch für ihn das Kriegserlebnis prägend. 1929 bot er in ausführliches Manuskript mit dem Arbeitstitel 544 erfolglos mehreren Verlagen an und veröffentlichte 1931/1932 dreimal Auszüge im Dortmunder General-Anzeiger. Das Originalmanuskript scheint jedoch verloren.
Dannenberger heiratete seine Cousine und zog mit ihr 1920 nach Essen-Werden, wo er bis 1927 als Pressereferent bei der Friedrich Krupp AG arbeitete und ab 1925 die Kruppschen Mitteilungen herausgab, eine 13-täglich erscheinende Betriebszeitschrift. Am 24. August 1923 wurde in Essen sein Sohn, der Journalist und ab 1946 beim Tagesspiegel tätige Manfred Dannenberger, geboren. Da Hermann Dannenberger nebenher als Theaterkritiker für verschiedene Zeitungen und auch für den Rundfunk arbeitete, legte er sich das Pseudonym Erik Reger zu, mit dem er überwiegend bekannt wurde. Aber er hatte noch eine ganze Reihe von anderen Pseudonymen wie Anton Dornschlag, Walter Enkenbach, Heinz Lamprecht, Eberhard Rauschebart, Fritz Schulte ten Hoevel, Heinrich Schmitz, Ernst Stahlburg, Karl Westhoven, die er je nach Veröffentlichungszweck einsetzte. Auf eigenen Wunsch schied er 1927 bei Krupp aus, um freier Schriftsteller zu werden.
Ab 1927 arbeitete Reger bei der Essener avantgardistischen Literatur- und Theaterzeitschrift Der Scheinwerfer mit. Januar 1928 gründete er unter seinem richtigen Namen die Wochenschrift Westdeutscher Scheinwerfer und gab sie heraus. In ihr behandelte Reger die „Kommunalpolitik, Kultur, Wirtschaft und Sport des gesamten Ruhrgebiets.“ Regers Zeitschrift musste nach 31 Nummern aus wirtschaftlichen Gründen eingestellt werden. Die Schulden belasteten ihn noch bis in die 1930er Jahre. Es gelang Reger aber, sich mit „Aufsätzen zum politischen und gesellschaftlichen Zeitgeschehen und als Spezialist für das Ruhrgebiet“ bei tonangebenden deutschen Zeitschriften einen Namen zu machen. Er schrieb für den General-Anzeiger für Dortmund, die Frankfurter Zeitung, die Vossische Zeitung und die Weltbühne. Von 1928 bis 1933 schrieb Reger für Die Weltbühne Artikel unter dem Namen Reger, viele weitere ließ er in dieser Zeitschrift unter anderen Pseudonymen erscheinen.
Reger gehörte dem demokratischen Lager an, und er thematisierte auch direkt in seinen Artikeln das Erstarken der Nationalsozialisten. 1931 veröffentlichte Reger in der Vossischen Zeitung eine kritische Artikelserie über den Nationalsozialismus. In dieser deckte er die „Mechanismus von dessen Strategie“ auf, schrieb von den „realitätsfernen Illusionen“ und „Hitler als Rattenfänger.“ Daher konnte Reger von der Machtergreifung nichts Gutes erwarten.
Regers Erfahrungen – auch bei Krupp – flossen in seinen Roman Union der festen Hand (1931) ein. In dem Buch werden die „Machtstrukturen der nationalkonservativen Ruhrindustriellen offengelegt, die gegen die Weimarer Republik arbeiteten und ein Bündnis mit den Nationalsozialisten anstrebten“. Es handelt sich um einen der ersten deutschen Industrieromane. Dafür wurde Reger noch 1931 (gemeinsam mit Ödön von Horváth) mit dem Kleist-Preis ausgezeichnet.

### 1933 bis 1945
Nach der Machtergreifung nahmen die Angriffe und Repressalien gegen Reger zu. 1935 wurde Union der festen Hand zusammen mit dem 1932 erschienenen zweiten Roman Das wachsame Hähnchen – ein polemischer Roman von der nationalsozialistischen Regierung verboten.
1934 zog er mit seiner Familie in die Schweiz. Da er dort nicht arbeiten durfte, kehrte er 1936 nach Deutschland zurück, wo er zunächst in der Werbeabteilung des Pharmaunternehmens Boehringer, dann als Lektor der Romanabteilung des „arisierten“ Ullstein Verlages, dem Deutschen Verlag in Berlin, tätig war. Zwischen 1933 und 1941 erschienen sechs Bücher Regers bei deutschen Verlagen, mit vorwiegend unverfänglichen, teils historischen Sujets. Aber auch diese Bücher blieben nicht unangefochten. So sprach Will Vesper in Bezug auf Kinder des Zwielichts (1941) von „schleimige[r] Lüsternheit“, das Buch spiele „in einer verlogenen, widerlichen und krankhaften Welt voll Gemeinheiten, Rohheiten und Tratsch“ und obendrein sei der Autor ein „linksradikaler Hetzschriftsteller“.
Reger ging aber auch Kompromisse ein. Wie Ernst Klee ermittelte, war er „Autor im NS-Kampfblatt Krakauer Zeitung, dem ‚Blatt des Generalgouvernements‘.“

### Tagebuch 1945
In den Monaten April bis Mai 1945 schrieb Reger ein Tagebuch, in dem er die letzten Wochen des Zusammenbruchs des NS-Regimes und die ersten Wochen der sowjetischen Besatzung beschrieb. Die Regers hatten zuvor in Berlin gewohnt. Nach einem Zerwürfnis mit seinem Verleger Rowohlt wegen eines Erzählbandes wechselte Reger zum Eduard Kaiser Verlag in Böhmisch-Leipa, dessen Verleger ihm das verlagseigene Haus in der Burgsdorfstraße in Mahlow am Rand von Berlin anbot, was sich nachträglich als Glücksfall erwies, da das von den Regers zuvor bewohnte Haus in der Albrecht-Achilles-Straße in Halensee durch eine Fliegerbombe später völlig zerstört wurde.
Das Tagebuch wurde aus einer von Reger mehrfach beklagten, auf die unmittelbare Nachbarschaft beschränkten Perspektive geschrieben, da es in dem betreffenden Zeitraum weder Zeitungen noch verlässliche Nachrichten aus der Hauptstadt gab und auch der Rundfunkempfang – Reger nennt als Informationsquellen den Soldatensender West und den Kurzwellensender Atlantik, beides britische Tarnsender – häufig durch Stromausfälle und Fliegeralarme nicht möglich war. Dennoch ist eben dadurch, durch die genaue Darstellung des Alltags der Stunde Null am Rand von Berlin, Regers Tagebuch ein bedeutendes Zeitzeugnis, das allerdings, obwohl offenbar in Hinblick auf eine spätere Veröffentlichung verfasst, lange Zeit unveröffentlicht blieb, bis es 2014 herausgegeben wurde und mit einem Nachwort von Andreas Petersen unter dem Titel Zeit des Überlebens im Transit-Verlag erschien.

### Nach dem Zweiten Weltkrieg und der totalen Niederlage Deutschlands
1945 wurde Reger Lizenzträger, Mitherausgeber und Chefredakteur der Berliner Zeitung Der Tagesspiegel. Die Lizenzvergabe erfolgte durch die ICD. Als erster Vertreter des deutschen Pressewesens nach dem Zweiten Weltkrieg besuchte er 1947 die Vereinigten Staaten. Reger bot 1947 Klaus Bölling (1928–2014) ein Volontariat beim Tagesspiegel an; so begann dessen journalistische Laufbahn. Ab 1950 war Reger Mitglied der Deutschen Akademie für Sprache und Dichtung in Darmstadt.

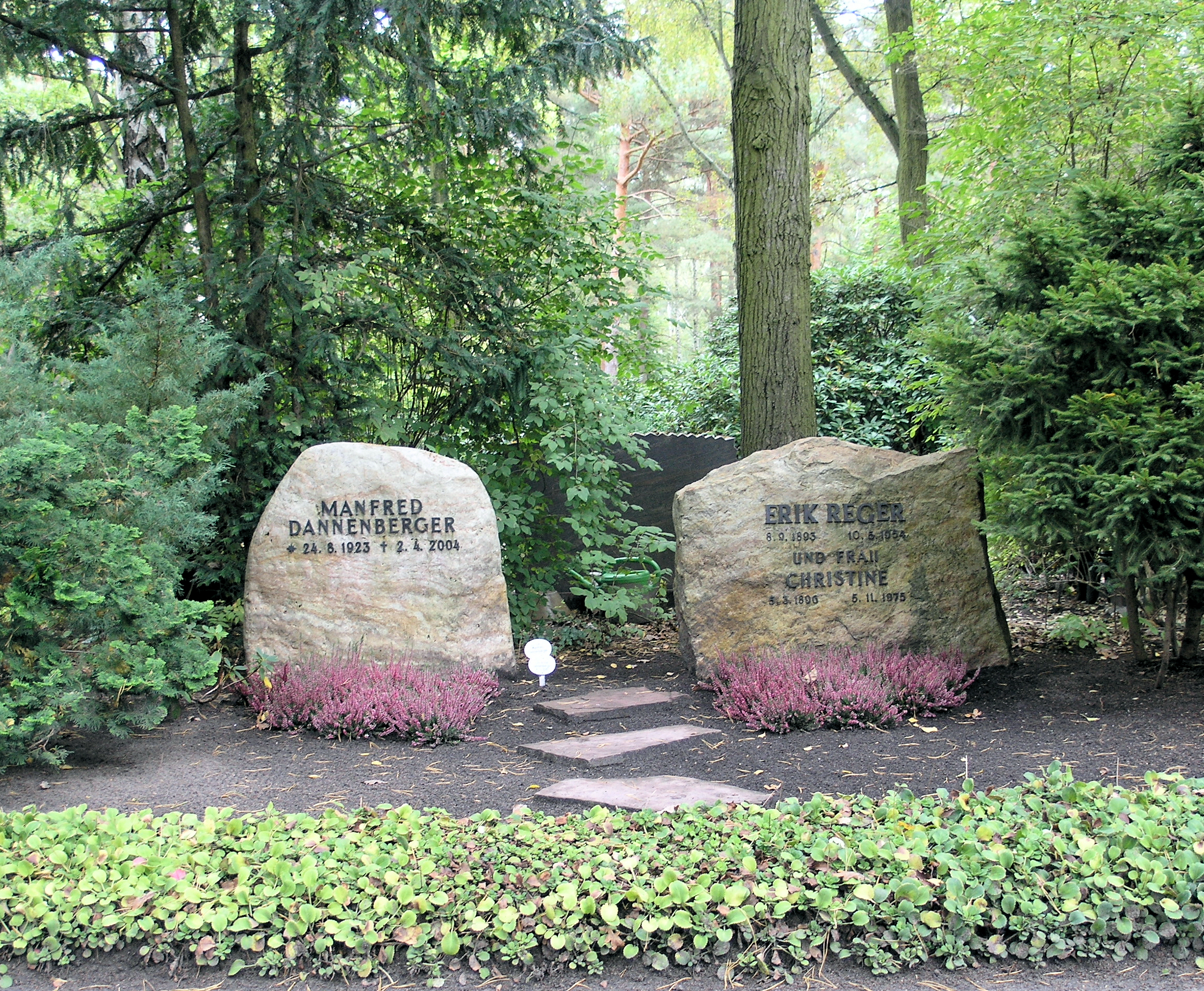
Ehrengrab auf dem Waldfriedhof Zehlendorf

Reger erlag im Mai 1954 während der dritten Generalversammlung des Internationalen Presseinstitutes in Wien einem Herzinfarkt. Er erhielt ein Ehrengrab der Stadt Berlin in der Abt. VI W-107/110 auf dem Berliner Waldfriedhof Zehlendorf, im Ortsteil Berlin-Nikolassee. In Essen erinnert am Haus Rellinghauser Straße 201 eine Gedenktafel daran, dass Erik Reger dort von 1931 bis 1933 wohnte.

## Schriftstellerische Arbeit
Erik Reger hat in erster Linie Romane verfasst. Nach seinem erfolgreichen Erstling Union der festen Hand (1931; Uraufführung einer dramatisierten Fassung 2000 in Zollverein Essen, Regie: Stephan Stroux) erschien 1932 Das wachsame Hähnchen, in dem er den Werdegang eines typischen Opportunisten während der Inflationsjahre schildert. Im Jahr darauf erschien Schiffer im Strom, 1935 Lenz und Jette. Chronik einer Leidenschaft und Napoleon und der Schmelztiegel.
Im 1937 erschienenen Heimweh nach der Hölle schildert er den Verfall einer korsischen Familie. Eine Neufassung dieses Romans erschien 1943 unter dem Titel Die Insel der goldenen Finsternis. 1941 erschienen Kinder des Zwielichts und Der verbotene Sommer.
1947 erschienen politische Essays unter den Titeln Zwei Jahre nach Hitler. Fazit 1947 und Vom künftigen Deutschland. Außer den Romanen veröffentlichte Reger 1949 einen Band mit Erzählungen unter dem Titel Urbans Erzählbuch.
Aus dem Nachlass wurde 1955 die Novelle Raub der Tugend über die Halsbandaffäre der Königin Marie-Antoinette herausgegeben.
2014 erschien Zeit des Überlebens, ein neu entdecktes Tagebuch über das Kriegsende 1945. Darin schildert Reger, wie er von April bis Juni 1945 in Mahlow bei Berlin die letzten Tage des Dritten Reichs und den Einmarsch der Roten Armee erlebt.

## Erik-Reger-Preis
Die „Zukunftsinitiative Rheinland-Pfalz“ verlieh seit 1999 an Schriftsteller und Journalisten zu einer verstärkten öffentlichen Auseinandersetzung mit der Rolle von Wirtschaft und Handel im gesellschaftlichen Leben den Erik-Reger-Preis. Seit 2009 jedoch wird der Preis nicht mehr ausgeschrieben.

## Bibliographie
- als Hermann Dannenberger: Der Streit um die Universitäten. Reform an Haupt und Gliedern! Ein Weck- und Mahnruf mit allerlei Seitenblicken von einem unparteiischen Studenten. Verlag Max Steinebach, München 1913.
- Union der festen Hand. Roman einer Entwicklung. Rowohlt, Berlin 1931. Neuausgabe: Schöffling & Co., Frankfurt am Main 2022, ISBN 978-3-89561-249-7.
- Das wachsame Hähnchen. Polemischer Roman. Rowohlt, Berlin 1932.
- Schiffer im Strom. Roman. Rowohlt, Berlin 1933.
- Napoleon und der Schmelztiegel. Rowohlt, Berlin 1935.
- Lenz und Jette. Chronik einer Leidenschaft. Rowohlt, Berlin 1935.
- Heimweh nach der Hölle. Roman. Rowohlt, Berlin 1937.
- Kinder des Zwielichts. Ein Leben in voriger Zeit. Roman. Rowohlt, Stuttgart 1941.
- Der verbotene Sommer. Roman. Propyläen Verlag, Berlin 1941.
- Zwei Jahre nach Hitler. Fazit 1947 und Versuch eines konstruktiven Programms aus der zwangsläufigen Entwicklung. Rowohlt, Hamburg 1947. Neuausgabe mit einem Vorwort von Walter Dirks: Argon, Berlin 1986, ISBN 3-87024-501-8.
- Vom künftigen Deutschland : Aufsätze zur Zeitgeschichte. Blanvalet, Berlin 1947.
- Urbans Erzählbuch. Erzählungen. Blanvalet, Berlin 1949.
- Raub der Tugend. Argon, Berlin 1955.
- Kleine Schriften. Hrsg. von Erhard Schütz. Argon, Berlin 1993.
- Zeit des Überlebens : Tagebuch April bis Juni 1945. Hrsg. und mit einem Nachwort von Andreas Petersen. Transit, 2014, ISBN 978-3-88747-308-2.
- Erik Reger Lesebuch. Hrsg. von Erhard Schütz. Nylands Kleine Westfälische Bibliothek 124. Aisthesis, Bielefeld 2023, ISBN 978-3-8498-1043-6.